# Georg Klebs
Georg Albrecht Klebs, född 23 oktober 1857, död 15 oktober 1918, var en tysk botaniker.
Klebs blev professor i Basel 1887, Halle 1898 och i Heidelberg 1907. Han företog förskongsresor i Java och Sydindien 1910-1911, Sydryssland och Armenien 1912 samt i Egypten 1913 och utgav ett flertal arbeten, vilket bland annat ledde västfysiologin in på nya banor. Mest kända är hans undersökningar över algernas och svamparnas fortplantningsfysiologi, de yttre och inre betingelserna för växtens gestaltingspricesser, rytmiken i tillväxten samt över experimeltell teratologi och variationslära. Av grundläggande betydelse är även hans forskningar över flagellaterna samt över cellkärnans betydelse för membranbildningen.